# Le Vol du bourdon
Le Vol du bourdon est un interlude orchestral écrit en 1899-1900 par Nikolaï Rimski-Korsakov pour son opéra Le Conte du tsar Saltan.
Cette œuvre clôt le premier tableau de l'acte III, juste après que le cygne magique a donné au fils du tsar, le prince Guidon Saltanovitch, les instructions pour se métamorphoser en insecte afin de rejoindre son père. Bien que dans l'opéra le cygne chante durant la première partie du Vol, sa partie est mélodique et facilement omise lors de l'interprétation hors opéra du Vol du bourdon.

## Analyse
Bien que le Vol n'ait pas de titre authentique sur la partition de l'opéra, son titre usuel en français est traduit du titre russe (Полёт шмеля). Cette œuvre ne fait pas partie de la suite orchestrale que le compositeur a, par la suite, tirée de l'opéra pour des concerts.
Le Vol du bourdon utilise deux leitmotivs tirés du reste de l'opéra et associés au Prince Guidon :
Le thème du Vol réapparait, modifié, plus tard dans l'opéra, lors de l'apparition du bourdon.

### Un défi
Le Vol du bourdon est reconnaissable à son rythme effréné lorsqu'il est joué au tempo, avec des montées et descentes chromatiques de doubles croches presque ininterrompues. La difficulté de l'interprétation ne vient pas de la hauteur ou de la gamme des notes jouées, mais de l'habileté du musicien à les enchaîner rapidement.
À l'origine pièce pour violon, il est également considéré — à juste titre — comme pièce de virtuosité technique pour beaucoup d'instruments : de la trompette jouée par les plus grands trompettistes du XXe siècle (Timofei Dokchitser et Maurice André, notamment), en passant par la clarinette, la flûte à bec, l'harmonica, le marimba, l'accordéon, le piano. On trouve aussi des performances plus exotiques comme l'orgue, l'erhu, le dizi, le pipa et le liuqin, le yangqin ou encore à la guitare électrique.
Sans constituer un exploit, la capacité à jouer ce morceau sur son instrument préféré semble cependant être une étape importante pour qui veut démontrer sa virtuosité et sa maîtrise musicale. Le morceau est d'ailleurs entré au Guinness des records comme morceau de référence du répertoire de violon quant à la rapidité d'exécution. La mesure de la rapidité est le temps total d'exécution du morceau : le record actuel n'est plus aux alentours d'une minute, soit 20 secondes de moins que le temps de référence d'un exécutant jouant rapidement, car si David Garrett l'a joué le 20 décembre 2008 en 1 minute et 6,56 secondes sur le plateau de l'émission allemande des records, Adam Taubitz a joué le morceau le 4 juin 2013 en 53 secondes.

## Texte
Voici le texte que le cygne chante :
| Russe | Français |
| --- | --- |
| (Гвидон спускается с берега в море. Из моря вылетает шмель, кружась около Лебедь-Птицы.) ЛЕБЕДЬ-ПТИЦА: Ну, теперь, мой шмель, гуляй, судно в море догоняй, потихоньку опускайся, в щель подальше забивайся. Будь здоров, Гвидон, лети, только долго не гости! (Шмель улетает.) | (Guidon descend de la côte vers la mer. Hors de l'eau vole un bourdon, tourbillonnant autour du cygne.) Le cygne : Eh bien, maintenant, mon bourdon, en avant, rattrape le navire sur la mer, ralentis doucement, pénètre dans la fissure un peu plus loin. Bonne chance, Guidon, vole, mais ne reste pas longtemps ! (Le bourdon s'en va en volant.) |

## Dans la culture populaire
- 1966 : la musique du générique de la série télévisée Le Frelon vert a été composée d'après Le Vol du bourdon. Quentin Tarantino réemploie le morceau de la série pour la bande-son de Kill Bill
- 1983 : Monsieur Montague joue ce morceau dans le dernier épisode, en deux parties, de La petite maison dans la prairie.
- 1996 : dans le film Shine de Scott Hicks, le morceau est joué par David Helfgott (Geoffrey Rush)
- 2016 : dans le film La Fille du 14 juillet d'Antonin Peretjatko, le morceau est repris par Shawn Lee[2]
- 2019 : la musique est reprise dans le jeu vidéo Tetris 99, avec un rythme accéléré[3]

### Sources
- (en) Cet article est partiellement ou en totalité issu de l’article de Wikipédia en anglais intitulé « Flight of the Bumblebee » (voir la liste des auteurs).